# 1973 Stock (métro de Londres)
Le 1973 Stock est le type de rame utilisé sur la Piccadilly Line du métro de Londres. 88 rames ont été mises en service à partir de 1975.

## Remplacement
La série devrait être remplacée en même temps que les 1972 Stock, plus vieux métro circulant à Londres. De toutes nouvelles rames, nommées provisoirement New Tube for London, devraient prendre leur place au milieu des années 2020.